# Monolepta terminata
Monolepta terminata là một loài bọ cánh cứng trong họ Chrysomelidae. Loài này được Guerin miêu tả khoa học năm 1830.